# 杉江和男
杉江 和男（すぎえ かずお、1945年10月5日 - ）は、日本の実業家。DIC代表取締役社長や、同社取締役会長、日本化学工業協会副会長、合成樹脂工業協会会長、化成品工業協会会長、サッポロホールディングス取締役などを歴任した。

## 人物・経歴
北海道生まれ。1970年北海道大学大学院工学研究科 修士課程修了、大日本インキ化学工業入社。2001年DIC取締役。2002年DIC常務取締役。2004年DIC専務取締役。 2006年DIC代表取締役副社長。2008年DIC代表取締役副社長執行役員。2009年DIC代表取締役社長執行役員。2010年経済同友会学校と経営者の交流活動推進委員会委員長、日本化学工業協会副会長。2012年DIC取締役会長。2013年サッポロホールディングス監査役。2015年DIC相談役。2020年サッポロホールディングス取締役（監査等委員）。合成樹脂工業協会会長、北海道大学校友会エルム会長、北海道大学東京同窓会会長、北海道大学新渡戸カレッジ運営委員・フェロー、化成品工業協会会長、経済産業省化学物質審議会委員なども務めた。